# 보예현

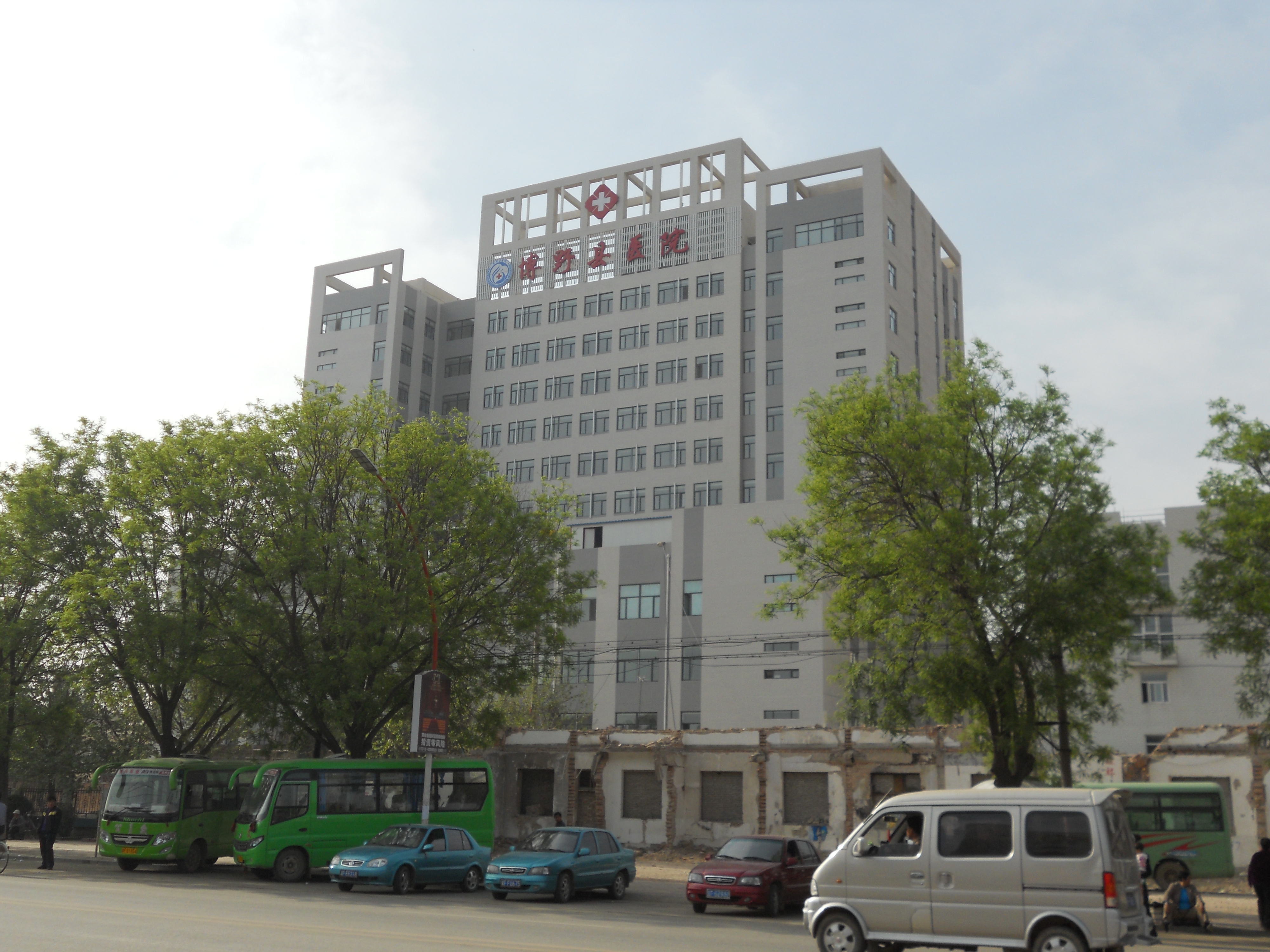

보예현(한국어: 박야현, 중국어: 博野县, 병음: Bóyě Xiàn)은 중화인민공화국 허베이성 바오딩 시의 행정구역이다. 넓이는 331km2이고, 인구는 2007년 기준으로 260,000명이다.

## 행정 구역
3개 진, 4개 향을 관할한다.
- 진: 博野鎮 程委鎮 小店鎮.
- 향: 東墟鄉 北楊村鄉 城東鄉 南小王鄉.